# هوکلی
هوکلی (به انگلیسی: Hawkley) یک روستا و محله مدنی در بریتانیا است که در ایست همپشر واقع شده‌است. هوکلی ۴۹۷ نفر جمعیت دارد.